# Taraxacum aethiops
Taraxacum aethiops — вид квіткових рослин з родини айстрових (Asteraceae). Вид зростає в Європі: Данія, Німеччина, Польща, Естонія; це багаторічна рослина помірних біомів.